# Loschwitzer Brücke
Il Loschwitzer Brücke è un ponte a traliccio che attraversa il Elba a Dresda, collegando i quartieri Blasewitz e Loschwitz. Il ponte è anche chiamato Blaues Wunder (in italiano meraviglia blu).
Dopo un periodo di costruzione durato due anni, il ponte fu completato nel 1893 al costo di 2,25 milioni di marchi d'oro (equivalenti a 13 milioni di euro del 2009) e chiamato König-Albert-Brücke in onore del re Alberto di Sassonia.
Fu fino all'apertura del Waldschlösschenbrücke, il 26 agosto 2013, l'unico ponte che attraversasse l'Elba ad est del centro città di Dresda.

## Galleria d'immagini

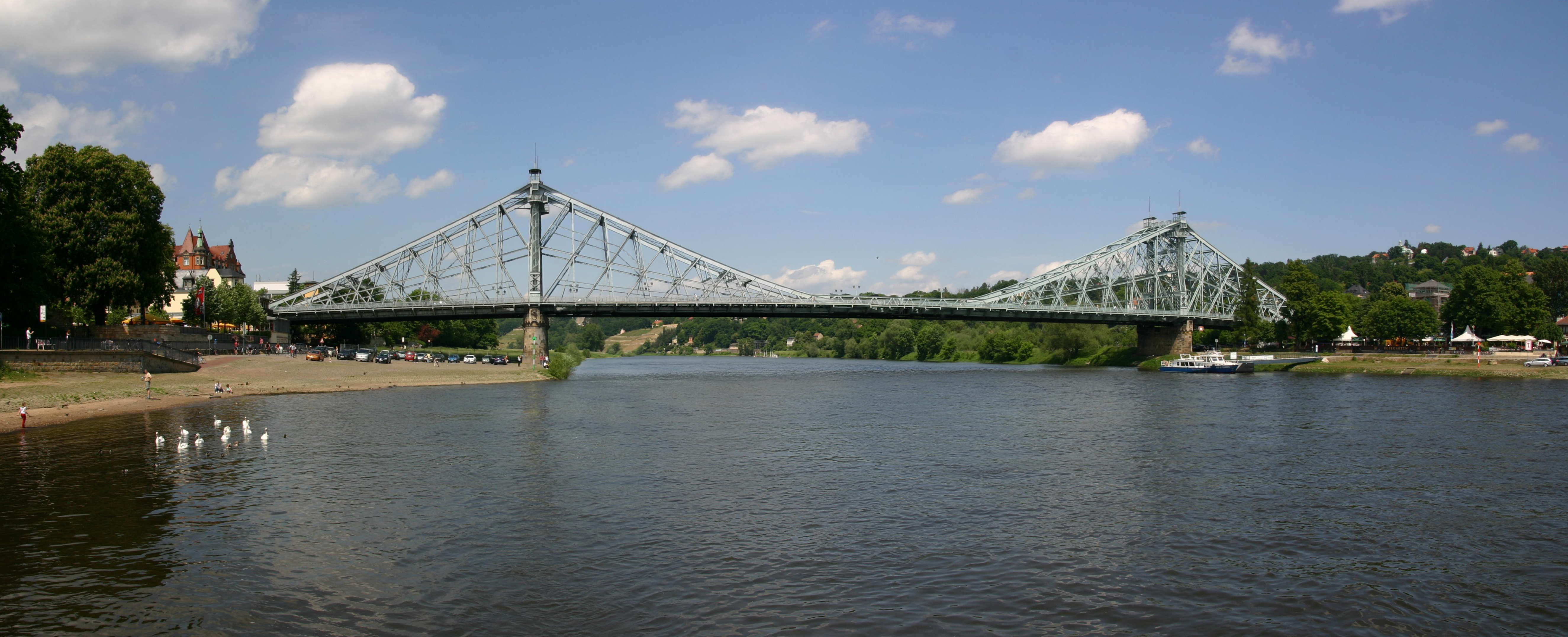
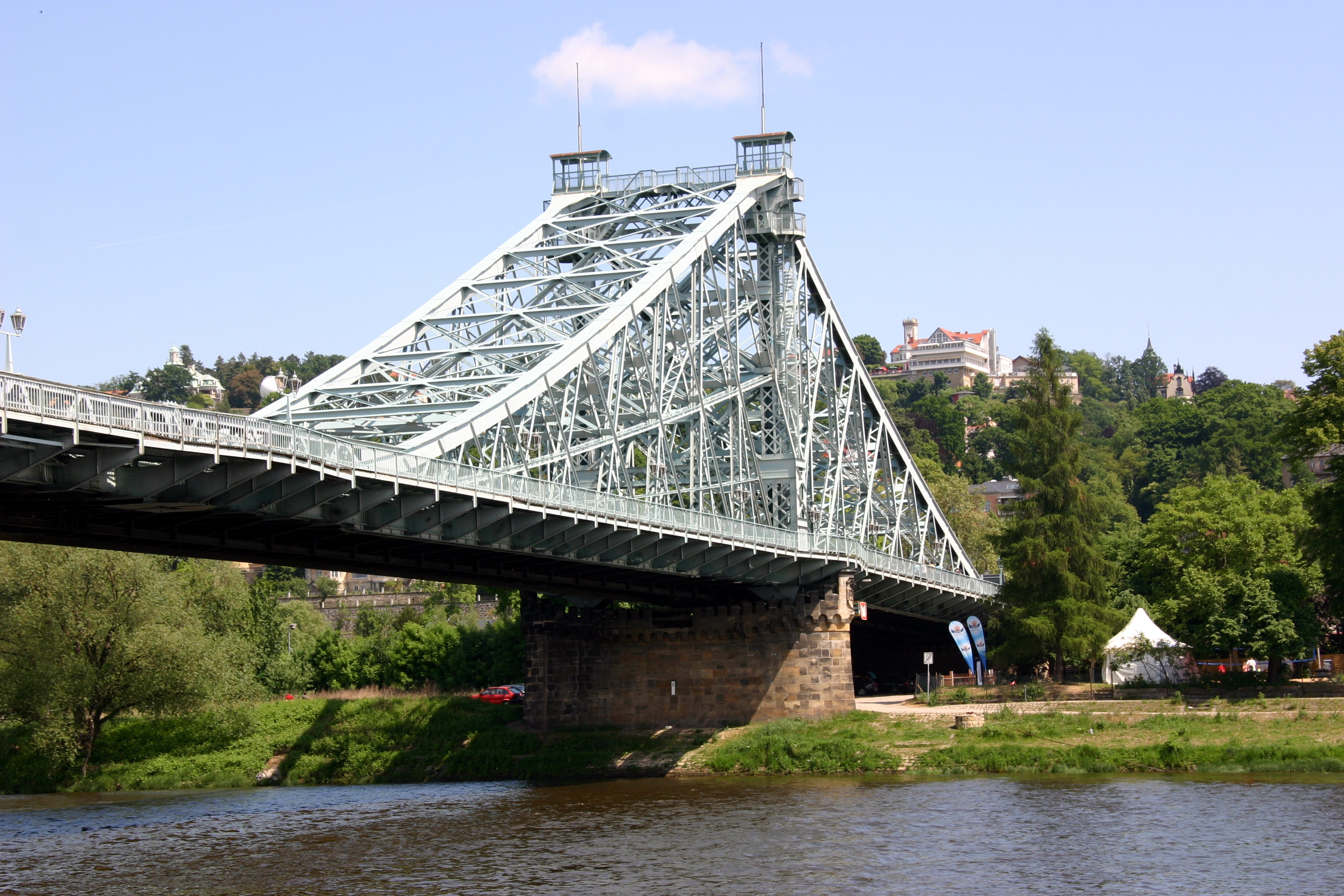
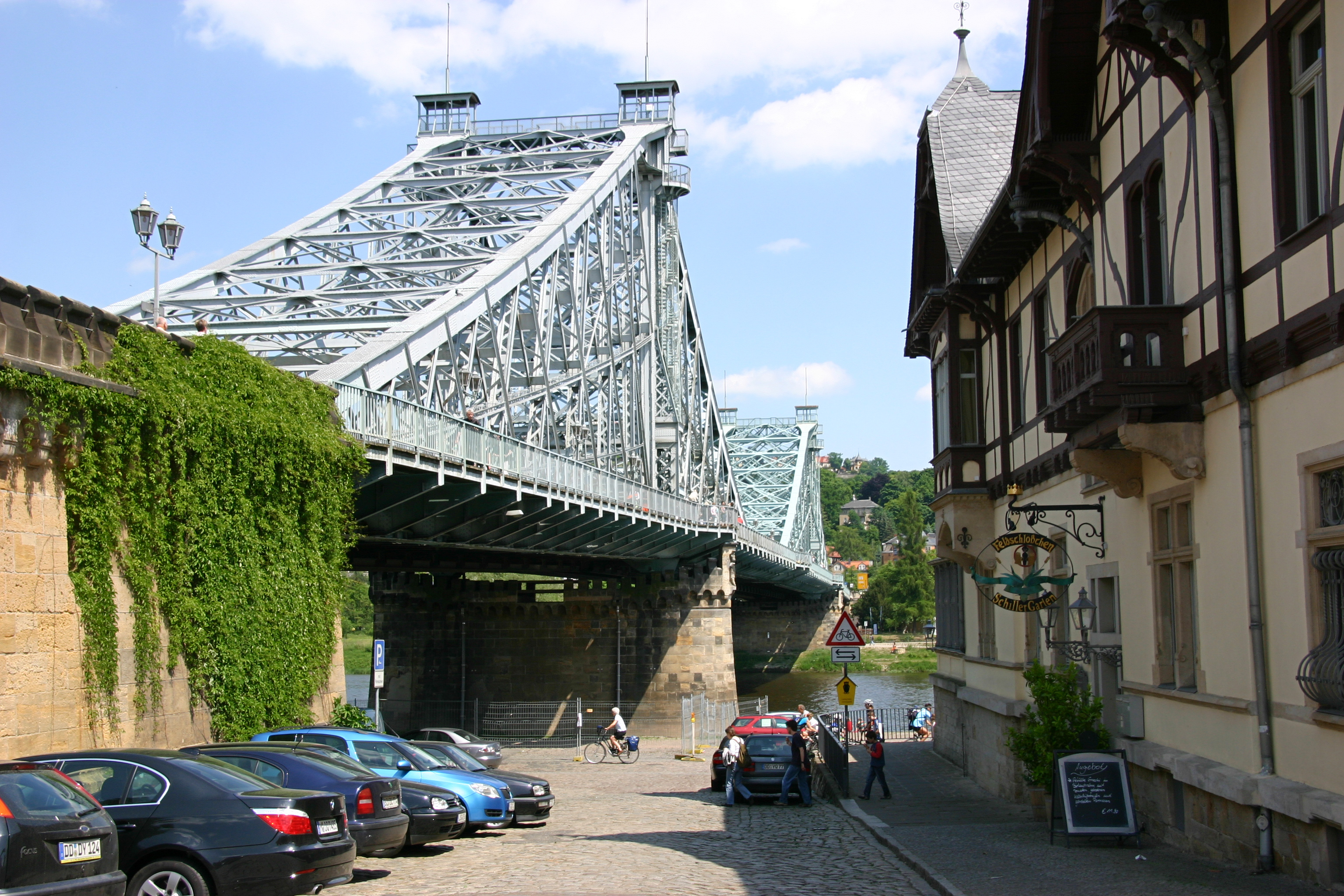
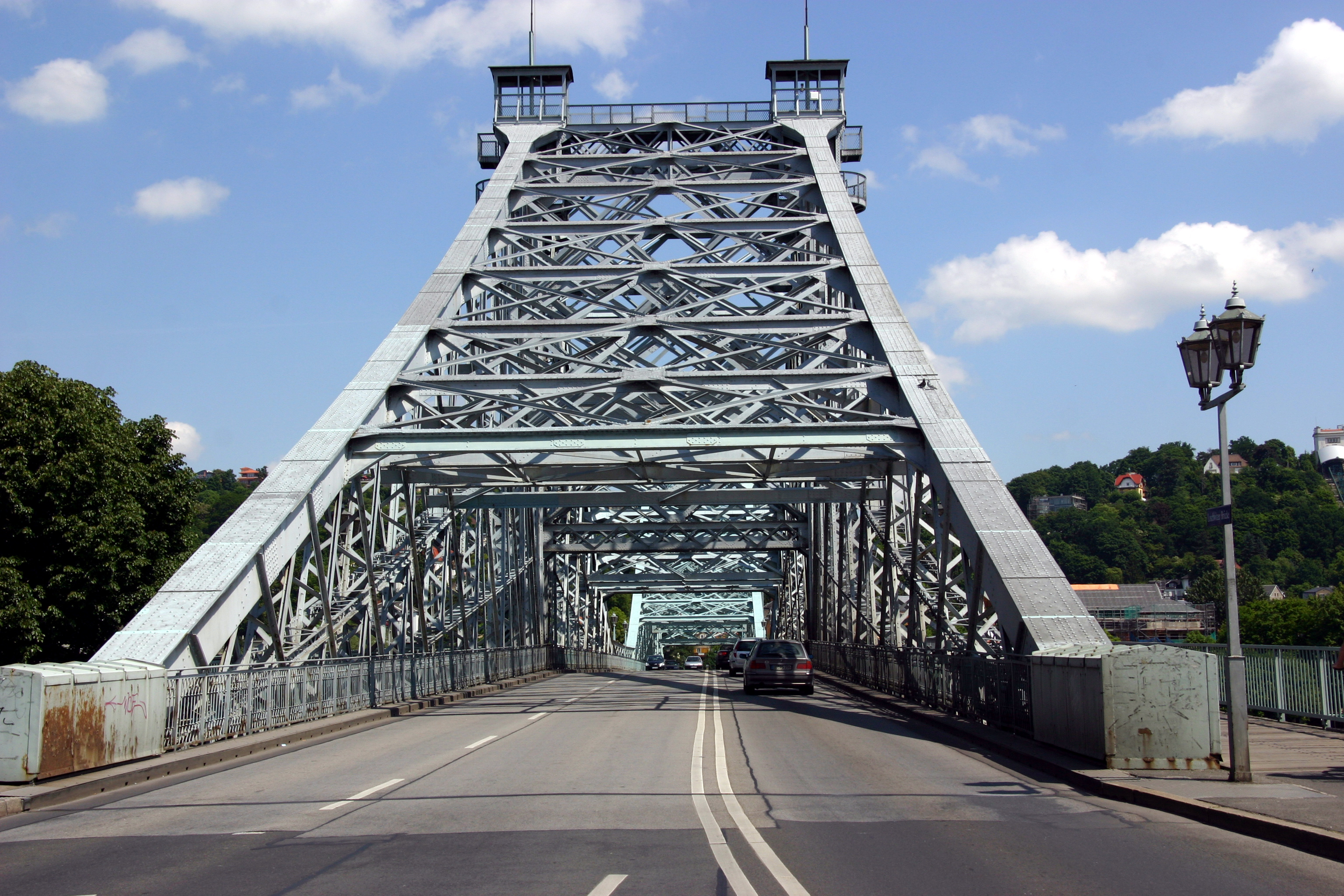
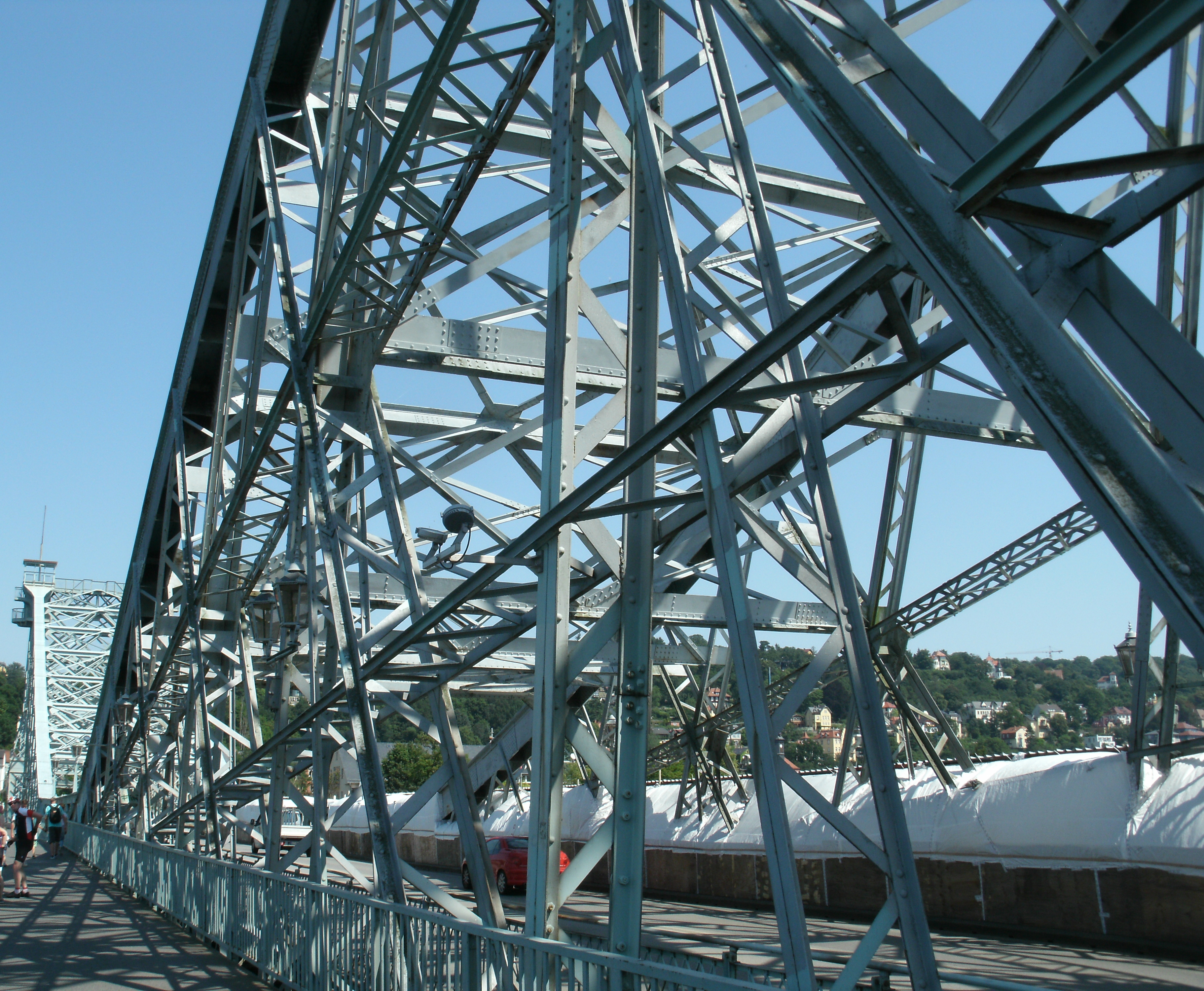
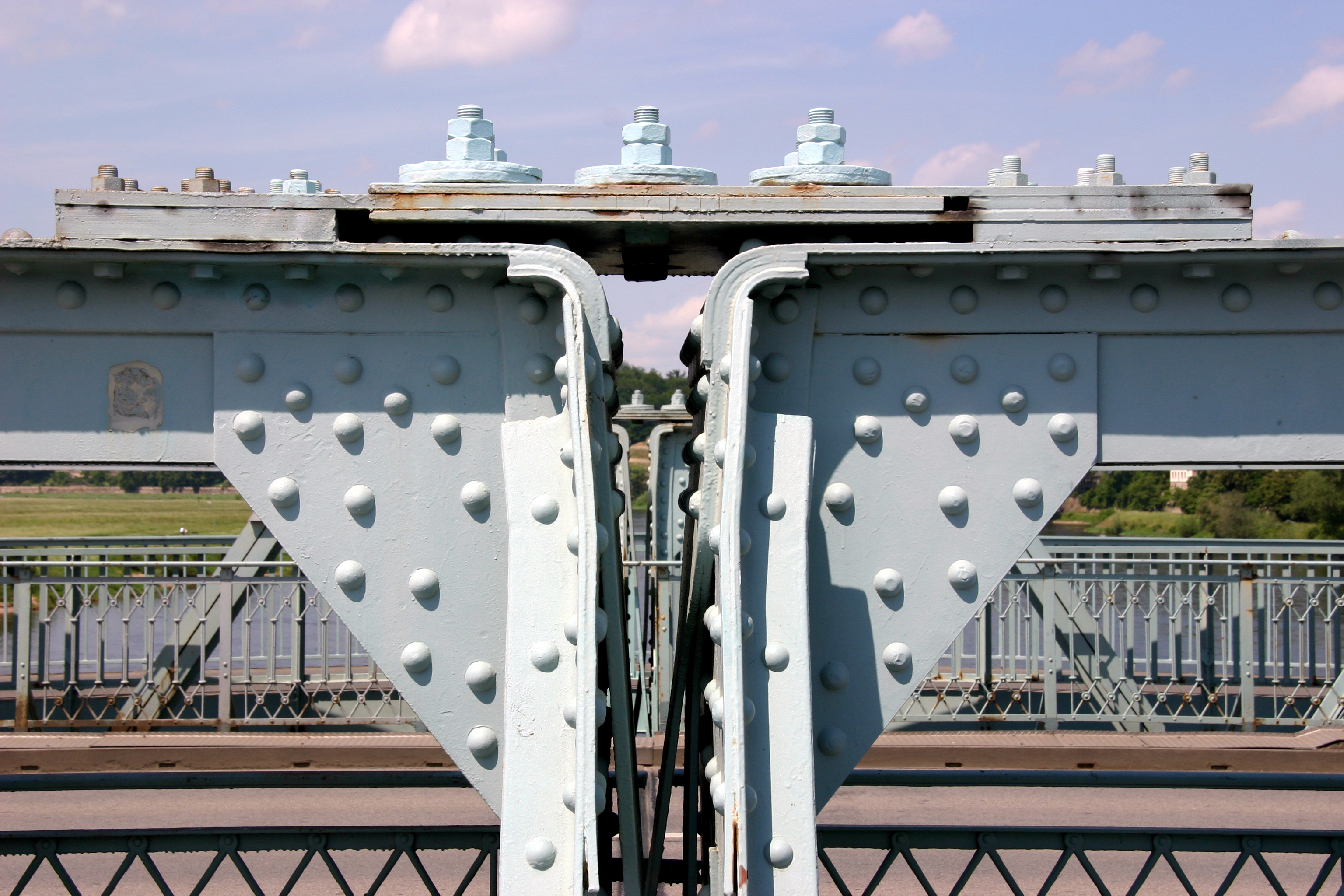
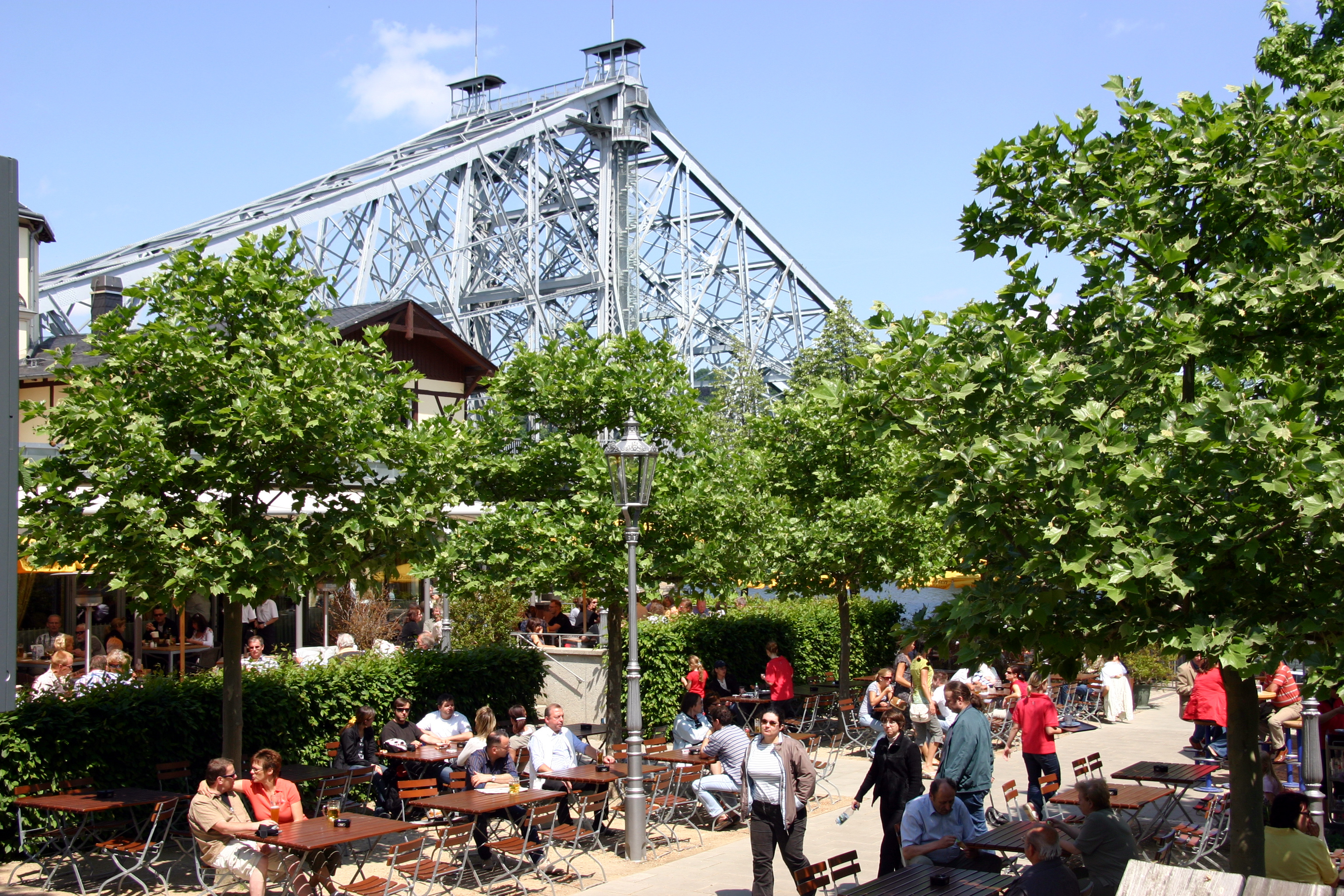